# Vittorio Veneto (1940)
De Vittorio Veneto was een Italiaans slagschip van de Vittorio Veneto-klasse die tijdens de Tweede Wereldoorlog diende bij de Regia Marina. Ze is vernoemd naar de Italiaanse overwinning bij Vittorio Veneto tijdens de Eerste Wereldoorlog.

## Vittorio Veneto-klasse

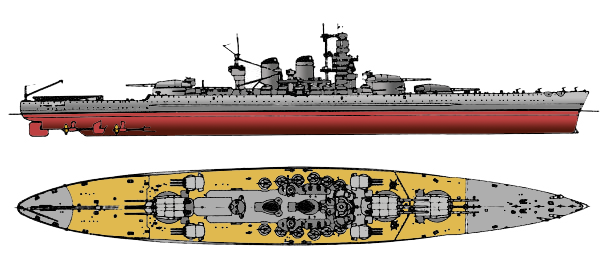
Zij- en bovenaanzicht Vittorio Veneto-klasse

De Vittorio Veneto-klasse, ook wel Littorioklasse genoemd, bestond uit drie slagschepen. Een vierde schip van deze klasse, de Impero is niet afgebouwd. De schepen waren een antwoord op de Franse slagschepen van de Duinkerke-klasse. De Italiaanse schepen werden gebouwd tussen 1934 en 1942 en behoorden tot de modernste schepen van de Italiaanse marine toen de Tweede Wereldoorlog uitbrak.
De kiel van de Vittorio Veneto en Littorio werd op 28 oktober 1934 gelegd, vandaar de twee namen als klasse aanduiding. De schepen hadden een lengte tussen de loodlijnen van 224 meter. De Roma volgde vier jaar later, haar kiel werd gelegd op 18 september 1938, en kreeg een iets gewijzigd ontwerp en had een lengte van 240 meter. Alle drie de schepen hadden een waterverplaatsing van circa 40.000 ton standaard en 45.000 ton volledig geladen en uitgerust.
De hoofdbewapening bestond uit negen 381mm-kanonnen verdeeld over drie geschuttorens. Twee hiervan waren opgesteld voor de brug en een op het achterdek. De kanonnen hadden een maximale elevatie van 35 graden en konden doelen op maximaal 42 kilometer bestoken. De pantserdoorborende granaten hadden een massa van 885 kilogram. Tussen de schoten zat 45 seconden. Verder waren er twaalf 152 mm-kanonen verdeeld over vier geschuttorens. De 50 kilogram wegende granaten konden 24 kilometer ver worden geschoten. De vuursnelheid lag op vier schoten per minuut. Verder werden de schepen voorzien met veel antiluchtdoelgeschut van kaliber 90 mm, 37 mm en 20 mm. Op het achterdek was een katapult voor vliegtuigen; per slagschip werden drie verkenningstoestellen meegenomen. Het pantser was maximaal 280 mm dik in de romp, 150 mm op het dek en de grote geschuttorens 350 mm.
| Naam            | Kiellegging       | Tewaterlating    | In dienst      | Einde            |
| --------------- | ----------------- | ---------------- | -------------- | ---------------- |
| Vittorio Veneto | 28 oktober 1934   | 22 juli 1937     | 28 april 1940  | gesloopt in 1948 |
| Littorio        | 28 oktober 1934   | 22 augustus 1937 | 6 mei 1940     | gesloopt in 1948 |
| Roma            | 18 september 1938 | 9 juni 1940      | 14 juni 1942   | gezonken in 1943 |
| Impero          | 18 september 1938 | 15 november 1942 | niet afgebouwd | -                |

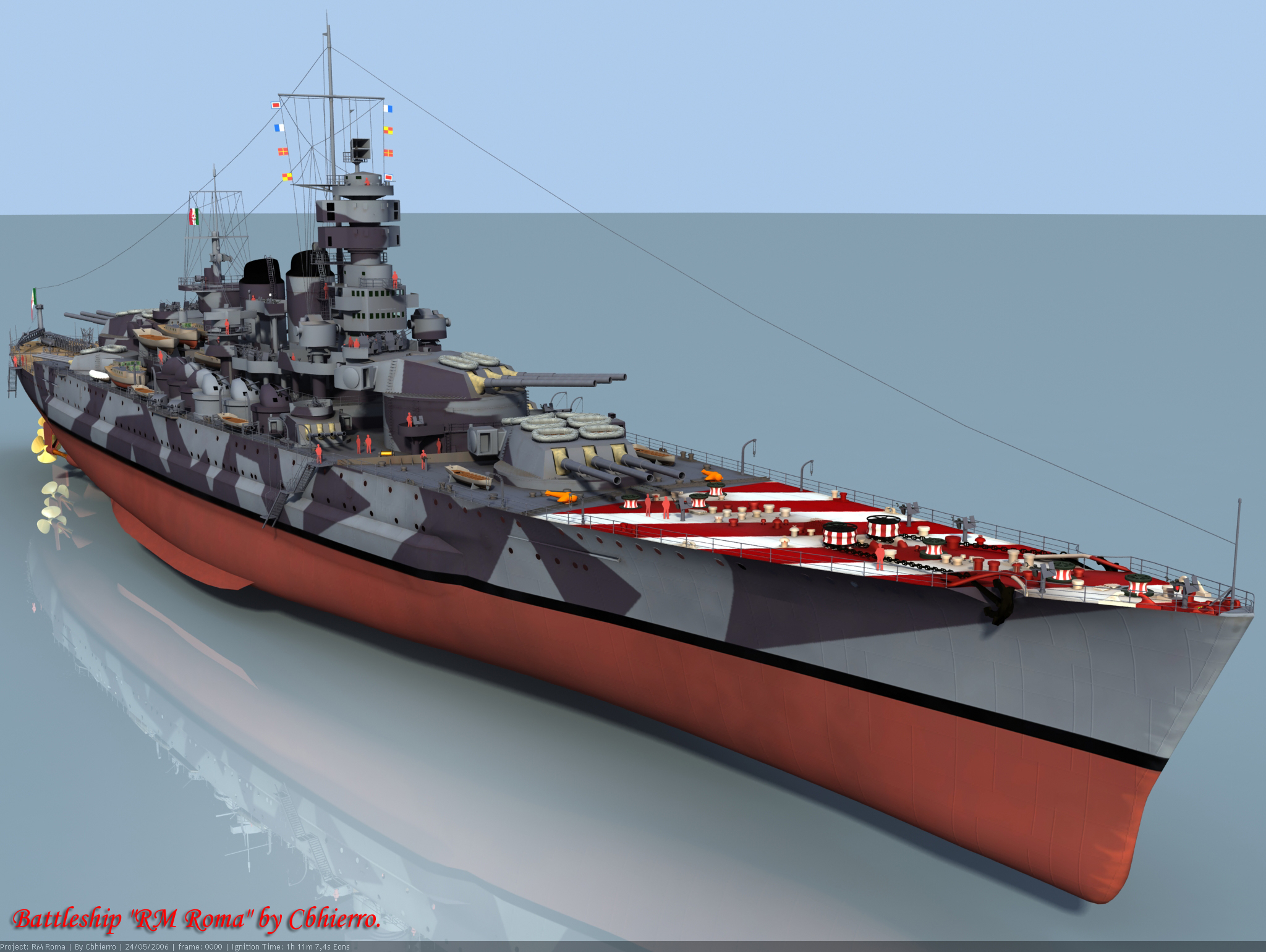
Maquette Roma

De Littorio en Vittorio Veneto speelden bij de start van de Tweede Wereldoorlog een rol bij het hinderen van Britse konvooien naar Malta en Alexandrië. In november 1940 lagen beide schepen in de Zuid-Italiaanse havenstad Tarente. Bij de slag van Tarente op 12 november werd de Littorio geraakt door twee Britse torpedo’s en kwam na reparaties op 11 maart 1941 weer in dienst. De Vittorio Veneto werd niet beschadigd.
Eind maart 1941, tijdens de Slag bij Kaap Matapan kreeg de Vittorio Veneto een torpedo treffer. Het schip maakte water, maar wist een veilige haven te bereiken. Na reparaties kwam het in juli 1941 terug in de vaart. In december 1942 voegde de Roma zich bij de twee andere slagschepen. De schepen speelden een weinig actieve rol meer vanwege een tekort aan brandstof. Medio 1943 deed de Amerikaanse luchtmacht diverse pogingen om de slagschepen uit te schakelen. Roma kreeg op 5 juni twee bomtreffers en een week later kreeg de Littorio er drie.
In september 1943, na de Italiaanse overgave, voerden de drie slagschepen en diverse andere marineschepen naar Malta om aldaar geïnterneerd te worden. De Duitse luchtmacht wilde dit verhinderen en wist met een Fritz X radiogeleide vliegtuigbom de Italia, ex Littorio, te raken en twee treffers te scoren op de Roma. Van deze laatste werd een wapenmagazijn geraakt en ze explodeerde; van haar bemanning van 1.849 personen werden er slechts 596 gered. De Italia en Vittorio Veneto bereikten wel Malta. Op 14 september 1943 voeren zij naar de Bittermeren in Egypte waar zij de rest van de oorlog opgelegd bleven. Spoedig na het einde van de Tweede Wereldoorlog werden beide schepen gesloopt.

## Bouw Vittorio Veneto
De kiellegging van de Vittorio Veneto was in 1934 op de Cantieri Riuniti dell'Adriatico, Trieste. Ze werd op 25 juli 1937 te water gelaten en haar bouw was in 1940 klaar, nadat Italië de oorlog had verklaard aan Frankrijk en het Verenigd Koninkrijk.
De Vittorio Veneto werd ontworpen door generaal Umberto Pugliese en was het eerste slagschip die de grenzen van het Verdrag van Washington (35.000 ton deplacement) overschreed. In 1942 werd de Vittorio Veneto het eerste Italiaanse slagschip dat uitgerust werd met een radarsysteem, een "Gufo" E.C. 4.

## Gevechten
De Vittorio Veneto nam deel aan de Slag bij Kaap Spartivento op 27 november 1940, waar haar vuurkracht (19 schoten in zeven langeafstandssalvo’s) ervoor zorgde dat het Britse eskader van zeven kruisers zich moest terugtrekken. Aan de Slag van Matapan hield de Vittorio Veneto een torpedotreffer van Britse Fairey Swordfish-bommenwerpers over. De Vittorio Veneto keerde terug naar Tarente, waar ze vijf maanden verbleef.
Tijdens de oorlog in de Middellandse Zee nam de Vittorio Veneto deel aan 56 oorlogsmissies, waarvan elf missies de jacht op vijandelijke schepen was.
Na de wapenstilstand tussen Italië en de geallieerden op 8 september 1943 werd de Vittorio Veneto samen met haar zusterschip Italia (ex Littorio) voor de rest van de oorlog in de Bittermeren bij het Suezkanaal geïnterneerd. Een voorstel om de Vittorio Veneto te laten meevechten met de geallieerden in Zuid-Frankrijk en in de Pacific werd afgewezen vanwege politieke en operationele overwegingen. Na de oorlog werd ze als oorlogscompensatie naar Groot-Brittannië gebracht. De Vittorio Veneto werd later teruggegeven aan Italië en in 1948 ontmanteld.